# Toritama
Toritama là một đô thị thuộc bang Pernambuco, Brasil. Đô thị này có diện tích 34,857 km², dân số năm 2007 là 29907 người, mật độ 857,99 người/km².